# Рекят
Ракятът (арабски: ركعة ракʿа; мн. число: ركعات ракаʿаат) се състои от предписаните движение и думи, следвани от мюсюлманите, докато се молят на бог. Също така се отнася до една единица от ислямските молитви.

## Похват
След измиването и пораждане на намерението да се моли на бог, вярващият застава тихо, рецитирайки стихове от Корана. Втората част на ракята включва нисък поклон с ръце на коленете, сякаш в очакване на божии заповеди. Третата част е да се просне до земята, като челото и носът допират земята, а лактите са вдигнати, в поза на подчинение на бог. Четвъртата част е да се седне с краката сгънати под тялото. В заключителната част на молитвите, поклонникът рецитира „Мир на тебе и божията благословия“ веднъж, обръщайки се наясно, и веднъж, обръщайки се наляво. Това действие напомня на мюсюлманите за значението на другите около тях, както в джамията, така и по принцип в живота.

### Компоненти
- Такбир
- Молби / iftitah
- Рецитиране на сура Ал-Фатиха
- Рецитиране на друга сура
- Руку
- Изправяне от руку
- Суджуд (просване)
- Изправяне от суджуд
- Втори суджуд
- Стоене
- Таслим

## Предписани повторения
Всяка дневна молитва има различен брой задължителни ракяти.
- Фаджр – молитва на разсъмване: 2 ракята
- Зухр – обедна или следобедна молитва: 4 ракята
- Аср – молитва през късния следобед: 4 ракята
- Магриб – вечерна молитва: 3 ракята
- Иша – нощната молитва: 4 ракята плюс 3 ракята от незадължителната, но препоръчителна витр молитва.

Петъчната молитва се състои от 2 задължителни ракята.